# Une tigresse dans le moteur
Une tigresse dans le moteur (The Tigress) est un roman policier de l’écrivain australien Carter Brown publié en 1961 en Australie et aux États-Unis. Le livre paraît en France en 1967 dans la Série noire. La traduction, prétendument « de l'américain », est signée Maj Elfvik. 
C'est une des nombreuses aventures du lieutenant Al Wheeler, bras droit du shérif Lavers dans la ville californienne fictive de Pine City - la vingt-sixième traduite en français aux Éditions Gallimard. Le héros est aussi le narrateur.

## Résumé
Bernice Kains repose dans un cercueil au fond d'une fosse, au cimetière de L’Éternel Refuge ; mais le cercueil est ouvert et la fosse n'était pas prévue pour elle. On devait y enterrer la femme du docteur Thorro, psychiatre dont la victime était la secrétaire, et aussi la maîtresse. Une femme décédée dans un accident de la route et une maîtresse abattue d'un coup de feu : le psychiatre aurait besoin de réconfort... Al Wheeler ne va pas lui remonter le moral en découvrant un étrange club de rendez-vous, fréquenté par ces dames, ainsi qu'un zoo privé où les fauves les plus effrayants sont peut-être des bipèdes. D'ailleurs le lieutenant Wheeler aura beaucoup de mal à se tirer des griffes d'une panthère noire et d'une tigresse rousse.

## Personnages
- Al Wheeler, lieutenant enquêteur au bureau du shérif de Pine City.
- Le shérif Lavers.
- Le sergent Polnik.
- Annabelle Jackson, secrétaire du shérif.
- Doc Murphy, médecin légiste.
- Williams, directeur de L’Éternel Refuge.
- Jordan, employé de L’Éternel Refuge.
- Docteur Jason Thorro, psychiatre.
- Tania Stroud, amie de feue Martha Thorro, épouse du docteur.
- Frank Corben, ami de Martha, propriétaire de La Retraite.
- Betty, employée de Frank Corben.
- Hal Baker, propriétaire d'un zoo privé.
- Benny, un des amants de Tania Stroud.
- Kozowsky, contremaître de Hal Baker.

## Édition
- Série noire no 1128, 1967,  (ISBN 207048128X). Réédition : Carré noir no 262 (1977),  (ISBN 2070432629).